# Rudolf Quittner

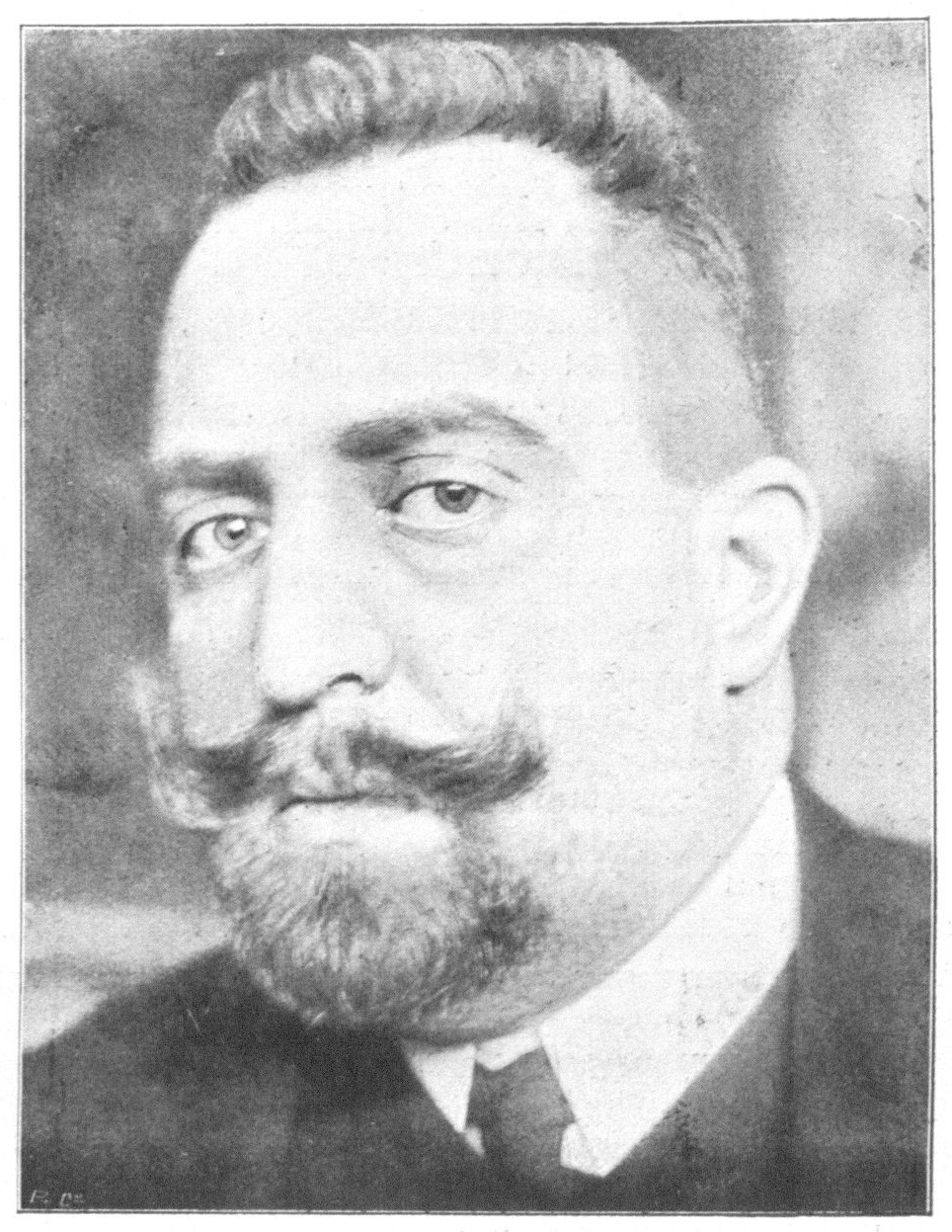
Rudolf Quittner, 1906

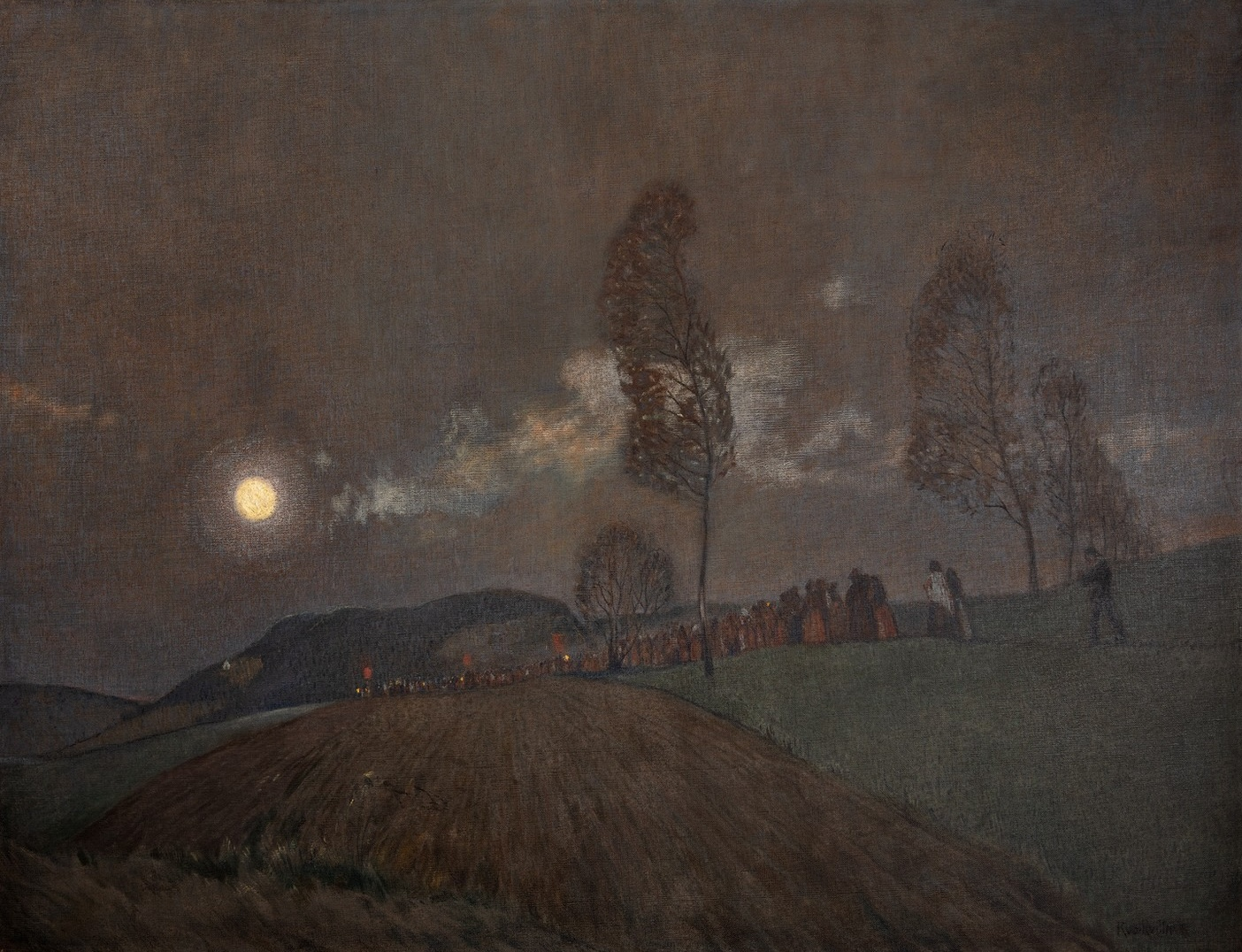
Rudolf Quittner: Prozession (1910)

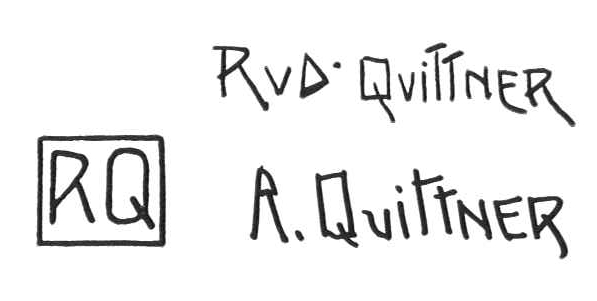
Signaturen

Rudolf Quittner (* 5. Februar 1872 in Troppau, Österreichisch-Schlesien; † 3. Januar 1910 in Neuilly-sur-Seine) war ein österreichischer Maler des Impressionismus.

## Leben und Werk
Quittner entstammte einer Fabrikantenfamilie und besuchte zunächst die Realschule. Erste Erfahrungen sammelte er bei Studien im Technologischen Gewerbemuseum in Wien. Anschließend war er in der väterlichen Tuchfabrik in Groß Hoschütz zunächst als technischer Zeichner, dann als Prokurist tätig. Er wandte sich dann jedoch dem Kunststudium zu und studierte an der Akademie der bildenden Künste Wien.
Bereits während seines technischen Studiums hatte sich Quittner mit Malerei beschäftigt, schließlich lernte er in Paris zuerst bei Frits Thaulow und besuchte dann die Académie Julian, wo er als Schüler von Camille Pissarro und Alfred Sisley besonders die Landschaftsmalerei studierte. Er bereiste zu Studienzwecken nahezu ganz Europa, den Orient und Nordamerika (USA, Kanada und Mexiko). Dazwischen lebte er in Paris, wo er von Claude Monet gefördert wurde. Ab 1901 lebte er im Winter in Wien, während er die Sommer in Paris verbrachte. Ab 1905 war er Mitglied der Genossenschaft der bildenden Künstler Wiens.
Quittners Œuvre, das besonders durch virtuose Luft- und Lichteffekte hervorsticht, weist ihn als feinfühligen Landschafts- und Genremaler (paysage intime) aus.
Er erlag 1910, im Alter von 37 Jahren, nach einer 1908 erfolgten „lebensgefährlichen Operation“ einem Krebsleiden.

## Auszeichnungen
- Goldene Staatsmedaille (1906)

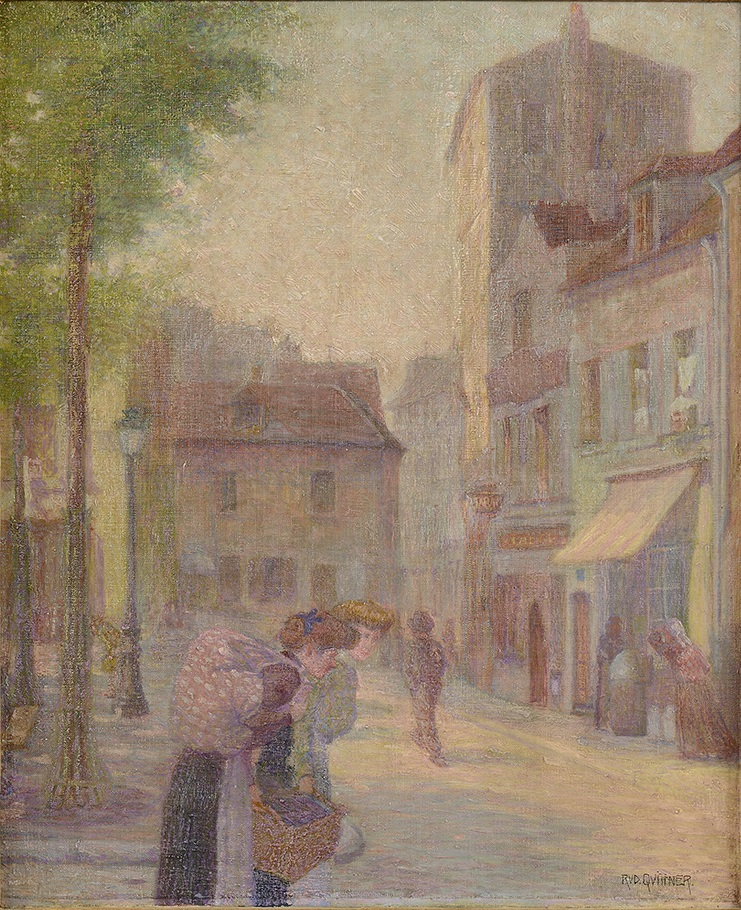
Les lingères place du Tertre

- Erzherzog Carl Ludwig Medaille (für das Ölgemälde Fallende Blätter; 1908)
- Franz-Joseph-Orden
- Officier de l’Academie

## Ausstellungen
Biennale in Venedig (1907), Paris, München, Düsseldorf, Dresden, Berlin und mehrfach im Wiener Künstlerhaus. Dort veranstaltete man 1910 auch seine Nachlassausstellung, ebenso in der Galerie Georges Petit in Paris 1911.

## Werke (Auswahl)

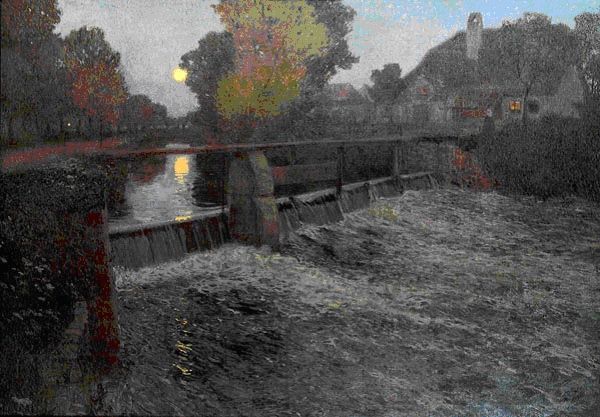
Die Schleuse

- Frachtenbahnhof (Österreichische Galerie, Wien)
- Unter dem Eisenbahn-Erdwall
- Dorfbrunnen
- Alte Gasse in Olmütz
- Blumenmarkt in Paris
- Les lingères place du Tertre
- Herbstlandschaft
- Winterlandschaft
- Die Abreise (Triptychon)
- Pont Neuf